# Light On
Light On – ballada rockowa amerykańskiego wokalisty, zwycięzcy siódmej edycji programu American Idol, Davida Cooka. Utwór wydany jako jego pierwszy oficjalny singiel, pochodzi z albumu David Cook i miał swoją premierę 30 września 2008 roku.

## Geneza utworu
„Ligh On” został napisany przez lidera grupy Audioslave i Soundgarden, Chrisa Cornella oraz producenta muzycznego i tekściarza Briana Howesa. Utwór został wyprodukowany przez Roba Cavallo, który wcześniej współpracował m.in. z Green Day oraz Kidem Rockiem. „Light On” ujawnia również wysoki rejestr głosowy Cooka.

## Wydanie
22 sierpnia 2008 roku na oficjalnej stronie artysty został opublikowany tekst piosenki. „Light On” po raz pierwszy zostało wykonane 23 sierpnia podczas sekcji AOL Music’s PopEater. Utwór można było usłyszeć w radiu tego samego dnia, jednak oficjalna radiowa premiera miała miejsce 10 października 2008 roku. Na portalach iTunes i Amazon piosenka była dostępna już 13 września.